# Église Saint-Marcel d'Iguerande
L'église Saint-Marcel d'Iguerande est une église de style roman du XIe siècle consacrée à saint Marcel, après l'avoir été à Saint-André. Elle se situe à Iguerande en Saône-et-Loire (région Bourgogne-Franche-Comté), dans la région historique du Brionnais. Elle est classée monument historique depuis le 22 octobre 1913.

## Historique
Elle est construite entre la fin du XIe siècle et le début du XIIe siècle Elle appartenait à des moines de l'Ordre de Saint-Benoît, au diocèse de Mâcon, à l'archiprêtré Beaujeu. Elle est placée en 1088 sous le patronage clunisien de la Prieure de Marcigny. 
Elle a été restaurée par la Direction des monuments historiques à la fin des années 1970.

## Description
L'église est située sur une hauteur et domine le cours de la Loire. 
Jean Virey a dessiné le plan de l'église, en 1890

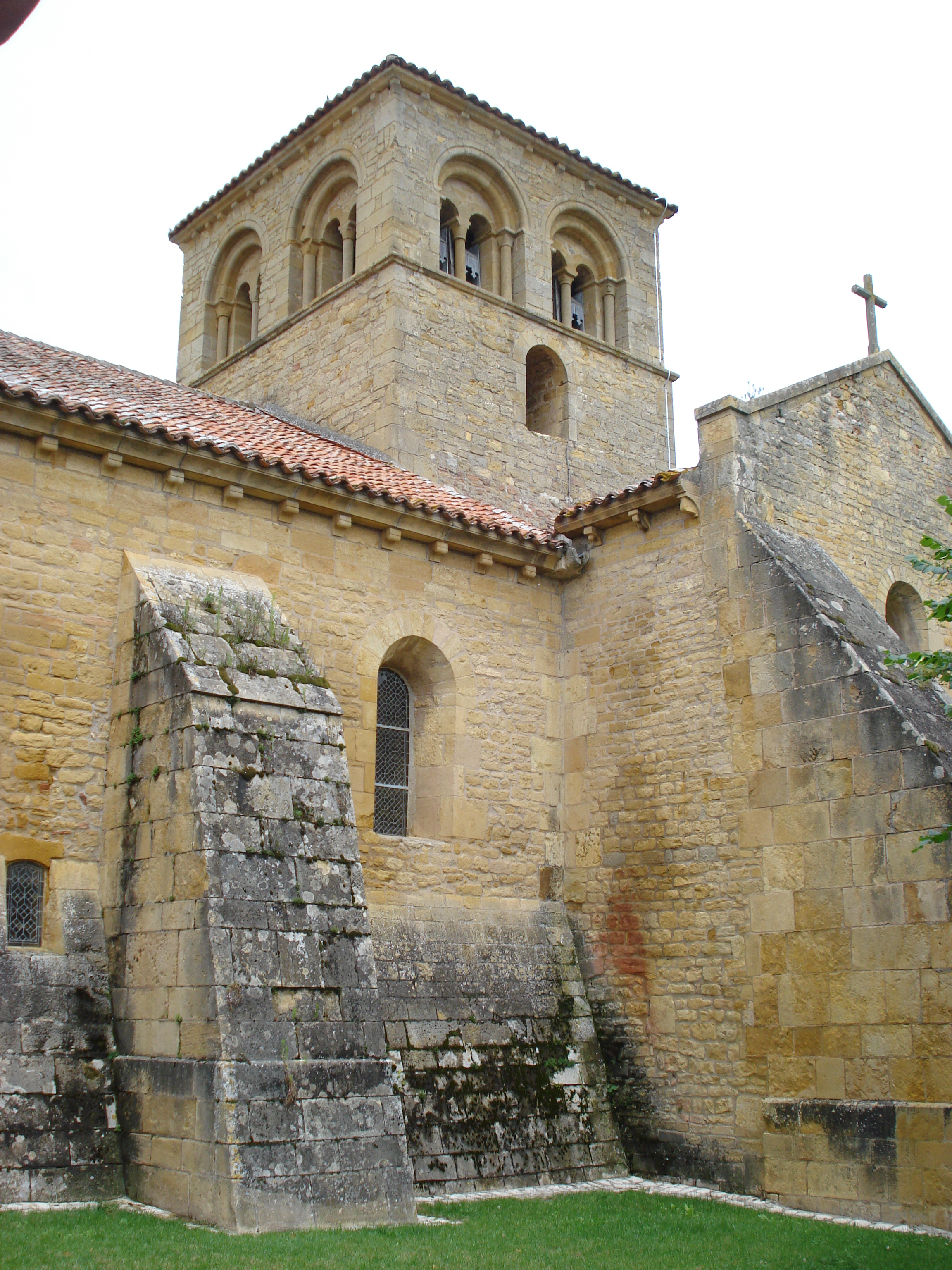
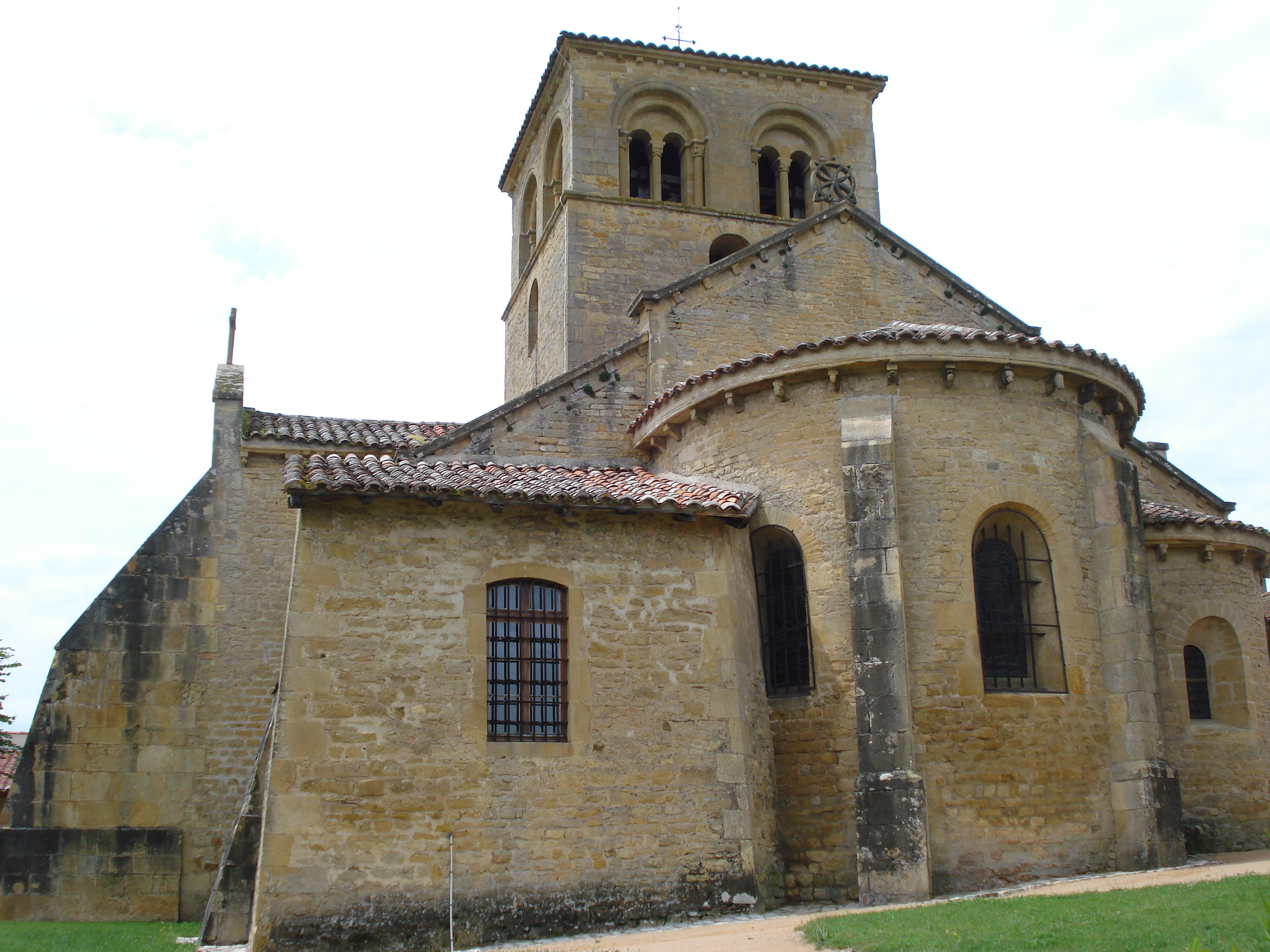
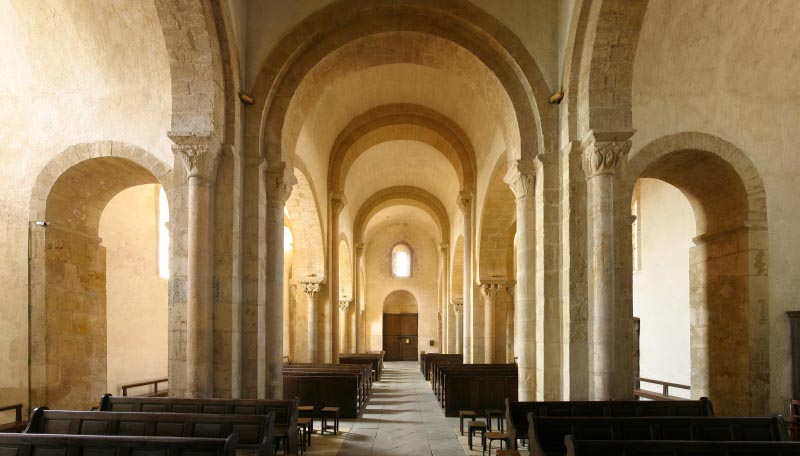
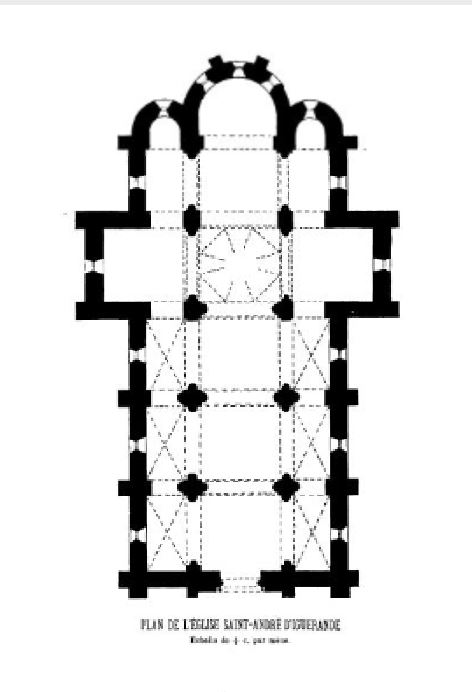
Le plan de l'église : église à trois nefs avec un transept en saillie (Jean virey)

### Intérieur
L'église d'Iguerande, de plan cruciforme, est dite à nef obscure, comme l'église Saint-Pierre-aux-Liens de Varenne-l'Arconce et l'église Saint-Germain-et-Saint-Benoît de Saint-Germain-en-Brionnais, qui sont dépourvues de fenêtres hautes. Elle comporte une nef principale à trois travées, flanquée de deux bas-côtés, un transept saillant, une triple travée de chœur, une abside centrale et deux absidioles semi-circulaires en retrait. Les travées de la nef sont voûtées en plein cintre, séparées par les arcs doubleaux à double rouleau. Les bas-côtés sont voûtés d'arêtes et communiquent avec la nef par de grandes arcades en plein cintre. Une belle coupole octogonale sur trompes s'élève à la croisée du transept. Les piliers sont de plan carré, cantonnés de demi-colonnes engagées, surmontées de chapiteaux sculptés ornés de motifs végétaux ou de personnages fantastiques.

Chapiteaux
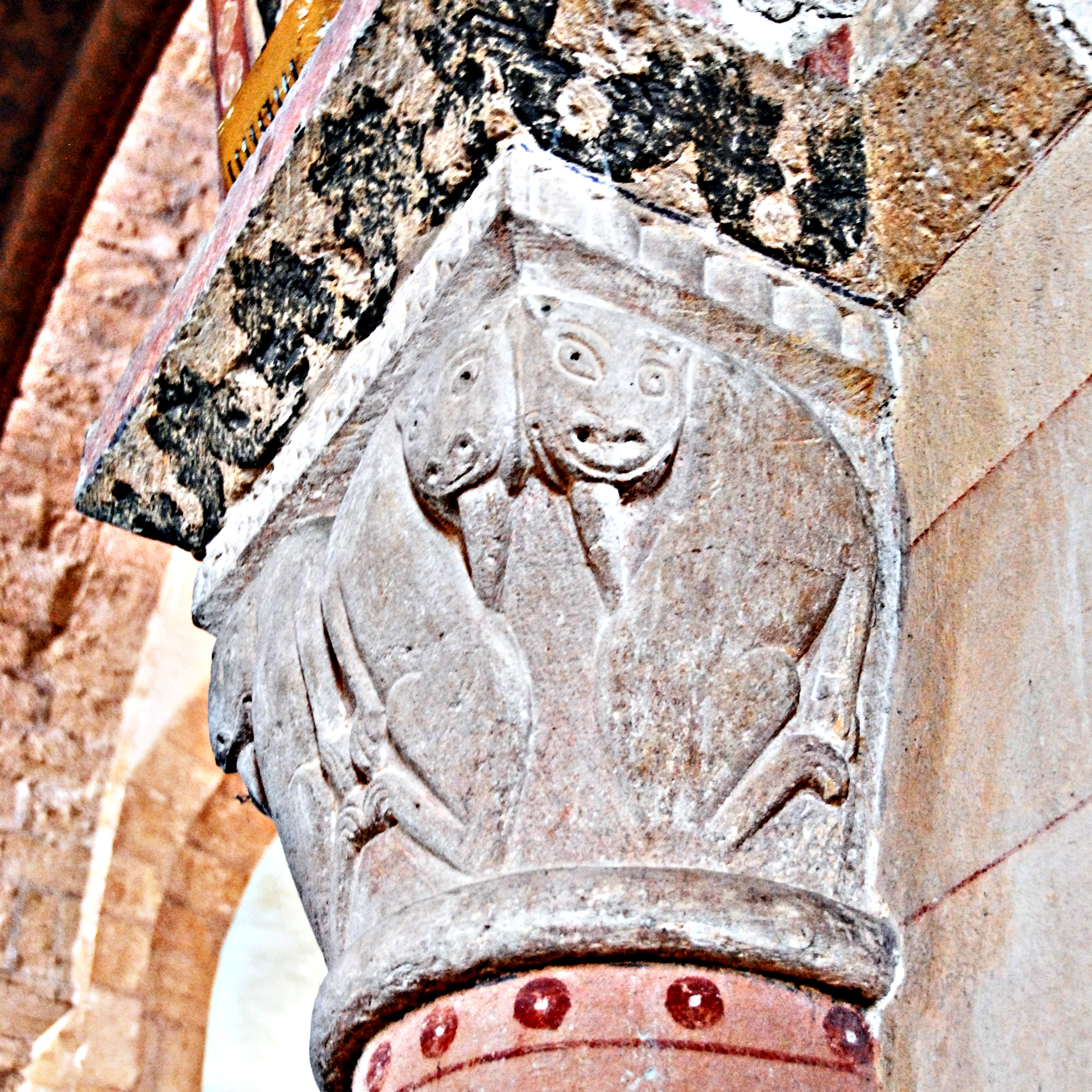
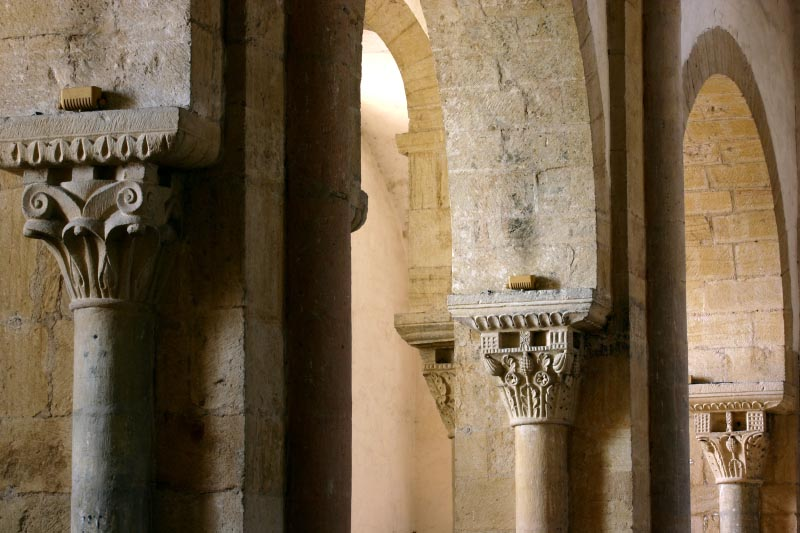

### Extérieur
L'église d'Iguerande présente un aspect robuste et massif, assez épuré.

#### Le clocher
Le clocher est de plan carré et comporte deux étages de baies séparés par une corniche. L'étage supérieur est le plus orné. Il est percé, sur chaque face, de deux baies géminées. Le clocher est couvert d'une pyramide à faible pente et à tuiles creuses.

#### La façade
Le portail occidental est surmonté d'un tympan nu, encadré par une archivolte composée d'un gros tore retombant latéralement sur deux colonnes à bases et chapiteaux sculptés de motifs végétaux, notamment de grenades, fruit symbole de l'immortalité.

## Divers
Une réalisation de plâtrerie est exposée dans l'église. Il s'agit d'un chef-d'œuvre de compagnonnage qui valut à son auteur, Pascal Fontaine, le titre de meilleur ouvrier de France 1990. 